# 傑姆縣
傑姆縣（英語：Gem County）是美国爱达荷州西部的一個縣，面積1,465平方公里。根據美国人口普查局2020年統計，共有人口19,123人。縣治埃米特（Emmett）。該縣成立於1915年3月15日，縣名以州暱稱「寶石州」（Gem State）命名。